# 반달어린이도서관
반달어린이도서관은 경기도 수원시 영통구 소재의 어린이 도서관이다.

## 이용 안내
- 이용 시간: 월~토요일 09:00 ~ 18:00
- 휴관일: 일요일 및 국경일